# Propétides

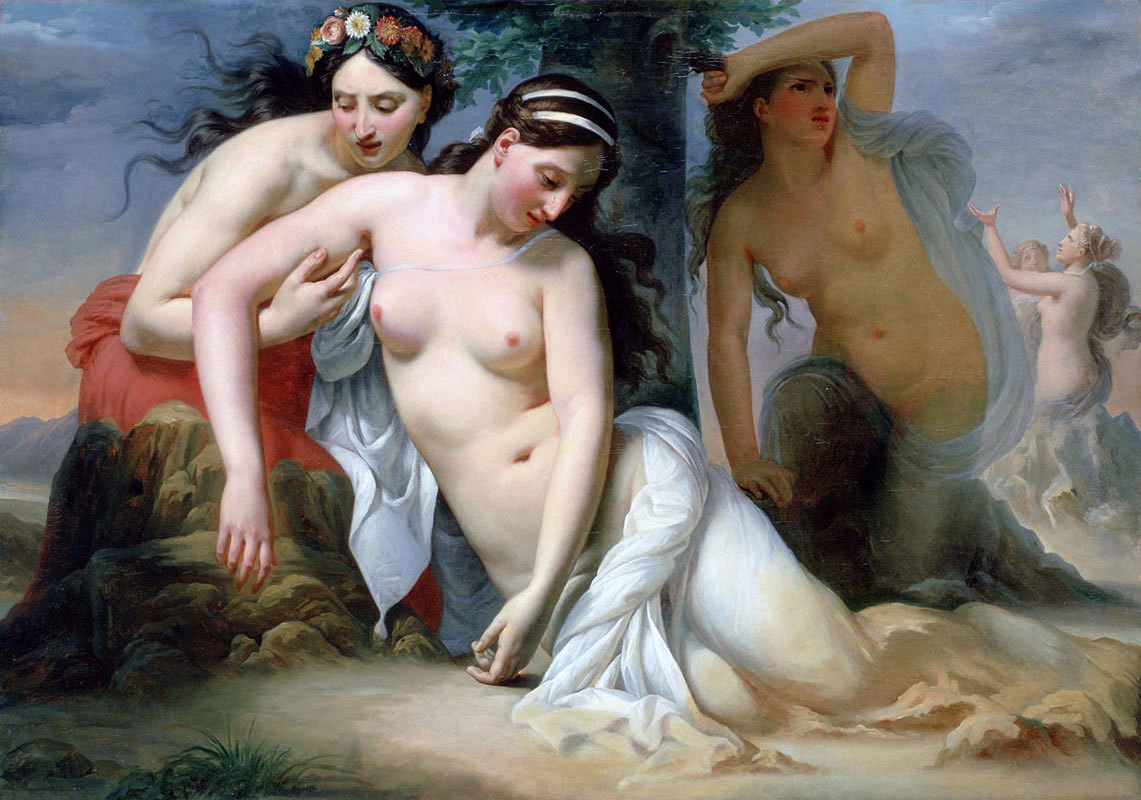
Les Propétides changées en pierre (Abel de Pujol, 1819).

Dans la mythologie grecque, les Propétides sont des femmes vivant sur l'île de Chypre, présentées comme des prostituées ou des sorcières, voire les deux, qui se livrent à des sacrifices humains en dévorant leurs hôtes (notion sacrée à l'époque). La déesse Aphrodite décide de les punir car elles refusent de célébrer son culte et les métamorphose en statues de pierre. Ce mythe, relié à celui de Pygmalion et Galatée, condamne en fait l'indépendance de mœurs des femmes, déjà à l'époque associée à la prostitution ou à la sorcellerie.